# Platt svartbagge
Platt svartbagge (Cynaeus depressus) är en skalbaggsart som beskrevs av Horn 1870. Platt svartbagge ingår i släktet Cynaeus, och familjen svartbaggar. Arten är reproducerande i Sverige.